# Stephen Law
Stephen Law (* 12. prosince 1960 Cambridge) je britský filozof, který učí na Heythrop College Londýnské univerzity. Je také vedoucím redaktorem deníku THINK, který se zabývá filozofickou tematikou a je určen pro širší veřejnost. Je vydáván Královským filozofickým institutem. Law žije v Oxfordu v Anglii se ženou a dvěma dětmi.

## Akademická dráha
Stephen Law navštěvoval Long Road Sixth Form College (šestiletá střední škola) v Cambridgi v Anglii. Poté, co byl "požádán, aby odešel", začal svoji kariéru jako pošťák. Ve 24 letech úspěšně přesvědčil Městskou univerzitu v Londýně, aby ho přijala do bakalářského studijního programu filozofie, přestože neměl závěrečné maturitní zkoušky A level. Zde závěrečné zkoušky dokončil, což mu umožnilo přestěhovat se na Trinity College v Oxfordu a zde studoval také bakalářský obor filozofii. Na oxfordské Queen's College získal postgraduální stipendium a také dokončil doktorát.

## Dílo
- Akta F (The Philosophy Files 1,2) - (česky vyšlo v r. 2005) - Zábavný úvod do filozofie určený pro děti a mládež.
- More Mysteries from the Philosophy Files
- Filozofická gymnastika (The Philosophy Gym) - (česky vyšla v roce 2007) - Kniha je úvodem do filozofického myšlení. Je zaměřená především na dospělé. Obsahuje 25 filozofických otázek vybraných pro jejich důležitost v dnešní společnosti. Kniha se hlavně snaží být přístupná a snadno pochopitelná.
- The Great Philosophers (Velcí filozofové) - Životy a myšlenky největších světových myslitelů. Zkoumá základní myšlenky, které změnily náš pohled na svět. Od Buddhy, Confuciuse a oslavovaných myslitelů starověkého Řecka se přeneseme k současným géniům jakými byli Nietzsche, Wittgenstein and Sartre. Stephen Law zhustil a odhalil klíčové myšlenky 50 největších mozků.
- The XMas Files
- The War For Children's Minds
- Philosophy (Eyewitness Companion Guides)